# Centris toroi
Centris toroi är en biart som beskrevs av Zanella 2002. Centris toroi ingår i släktet Centris och familjen långtungebin. Inga underarter finns listade.